# (7263) Takayamada
(7263) Takayamada (1995 DP) – planetoida z pasa głównego asteroid okrążająca Słońce w ciągu 3,14 lat w średniej odległości 2,14 j.a. Odkryta 21 lutego 1995 roku.